# Villa Hahn

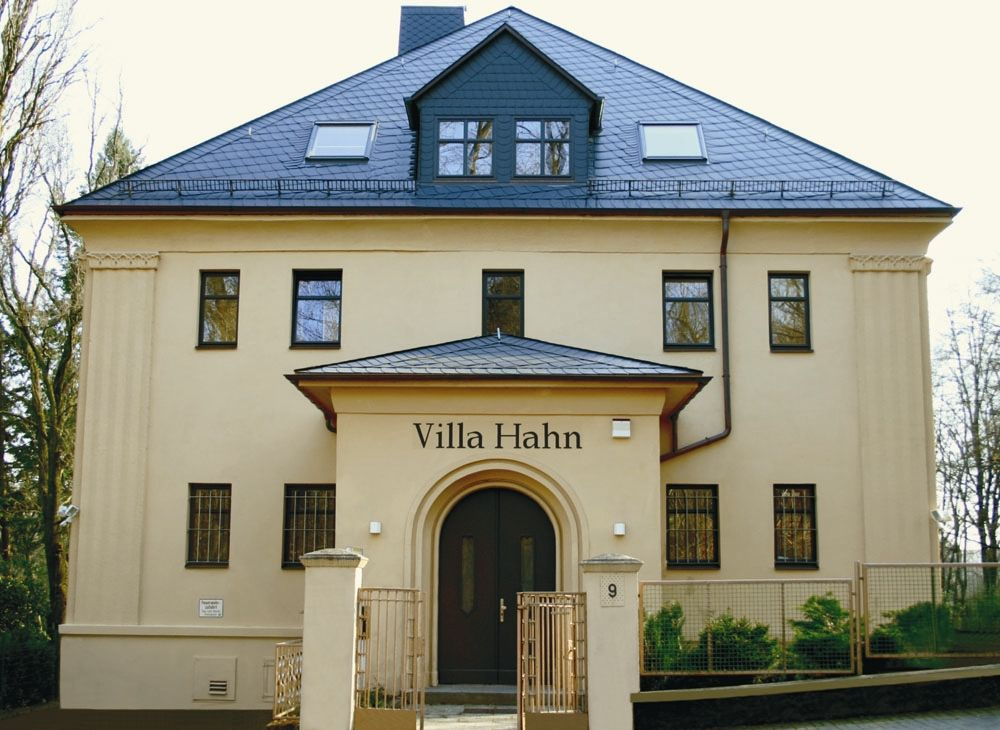
Villa Hahn, Straßenfassade

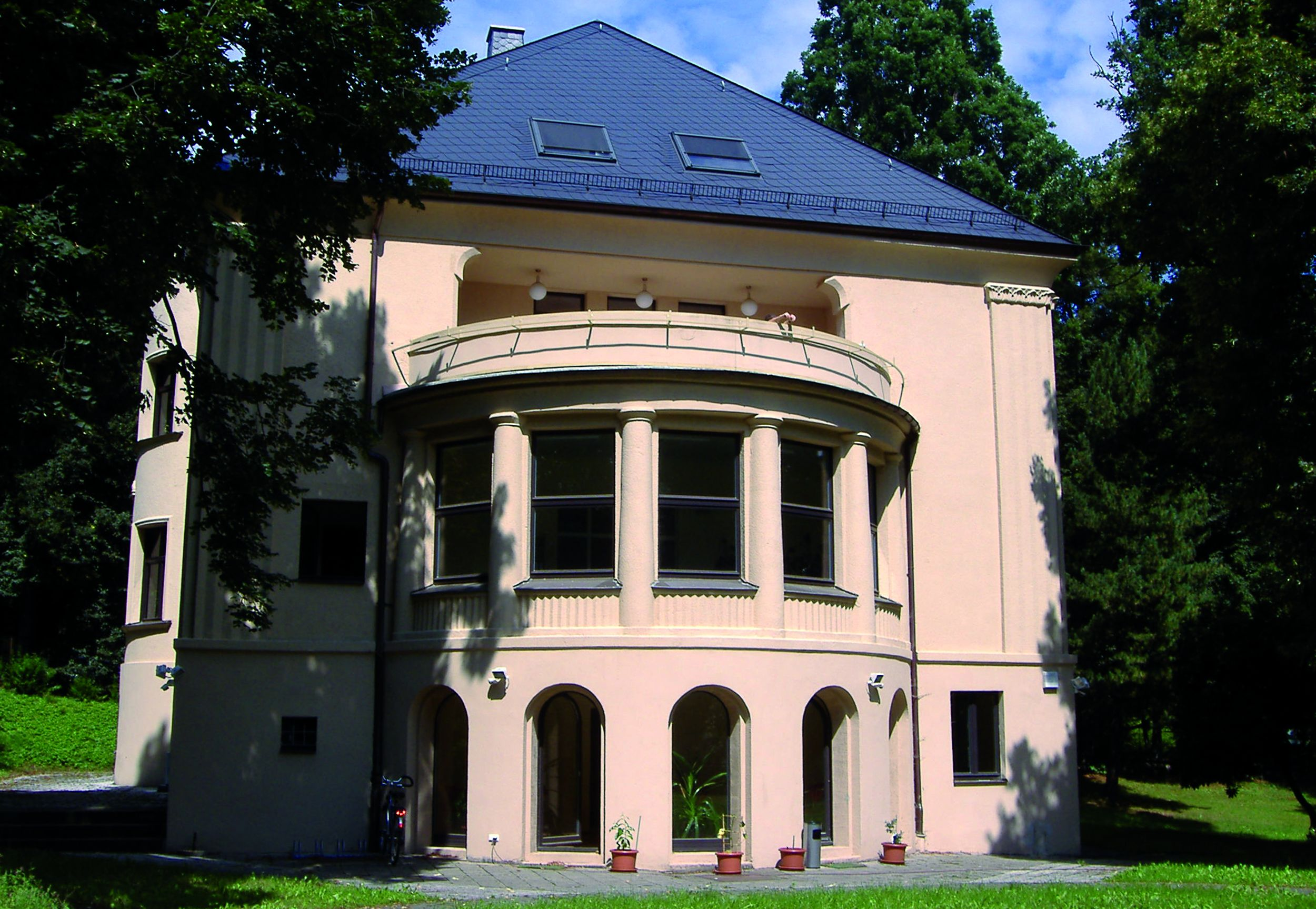
Villa Hahn, Gartenseite

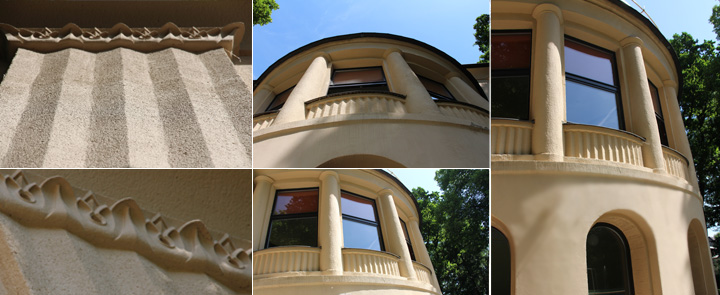
Villa Hahn, Impressionen

Die heute unter Denkmalschutz stehende Villa Hahn ist ein repräsentatives ehemaliges Wohnhaus im Chemnitzer Stadtteil Helbersdorf. Das nunmehr gewerblichen Zwecken dienende Gebäude mit der heutigen Adresse Händelstraße 9 wurde 1923 nach Plänen des Architekten Eugen Weber erbaut.

## Geschichte
Viele wohlhabende und einflussreiche Bürger besiedelten um 1900 den heutigen Chemnitzer Stadtteil Kapellenberg, das ehemalige „Stollberger Viertel“, wie dieses Gebiet einst genannt wurde. Die Villa Esche und die Villa Oscar Freiherr von Kohorn zu Kornegg sind prägnante Beispiele dafür.
Bauherr der Villa war der Fabrikant für Rundstrickmaschinen Erich Barth. Nach einigen Jahren wurde das Gebäude an die jüdische Fabrikantenfamilie Frank verkauft. Aufgrund der Machtergreifung der Nationalsozialisten Anfang 1933 emigrierte die Familie in die USA. Anschließend ging das Anwesen kurzzeitig in den Besitz des Strumpfherstellers Luis Bahner aus Oberlungwitz über.
Von 1934 bis 1945 befand sich die Villa im Besitz der Auto Union AG und diente der Familie Hahn als Zuhause. Carl Hahn senior war ein erfolgreicher Unternehmer und wesentlich am Aufstieg der DKW zur zeitweise weltgrößten Motorradfabrik beteiligt. Bei dem schweren Luftangriff auf Chemnitz am 5./6. März 1945 wurde das Gebäude schwer beschädigt. Am 7. Mai 1945 ergriff die Familie Hahn die Flucht vor der einrückenden Roten Armee.
Nach langjährigem Leerstand aufgrund der Kriegsschäden wurde das Gebäude 1949 in Volkseigentum überführt, jedoch erst ab 1954 als Einrichtung für Kinder mit Behinderungen, Lernproblemen und sozialen Auffälligkeiten wieder in Nutzung genommen.
In den Folgejahren fanden an und in der Villa eher pragmatische Instandhaltungsarbeiten statt. Die unterschiedlichsten Nutzungen seit den 1950er Jahren hinterließen ihre Spuren, und viele ursprüngliche Bauelemente fielen diversen Umbaumaßnahmen zum Opfer.
Im Jahr 1989 erfolgte die Umbenennung der Einrichtung in „Karl-Winter-Kinderheim“. Ein Brand im Jahre 1992 führte zur Schließung des Kinderheimes. Nach der Renovierung des Gebäudes, Ende 1993 bis Anfang 1994, wurde es zu einem Kinderheim mit heilpädagogischem Charakter umprofiliert. Ab September 2001 beherbergte die Villa einen Waldorfkindergarten. Im Juni 2003 führte ein Dachstuhlbrand zum völligen Leerstand des Bauwerkes.
Die Villa befand sich demzufolge bei ihrem Erwerb durch den jetzigen Besitzer im August 2003 in einem sehr desolaten Zustand. Vorrangiges Ziel war es, das Gebäude grundlegend zu sanieren und dabei die ursprüngliche Wirkung des Hauses wiederherzustellen. In Abstimmung mit dem Sächsischen Landesamt für Denkmalpflege erfolgte eine fachgerechte Restaurierung. Im Jahr 2010 wurden noch einige landschaftsgestalterische Maßnahmen in der Außenanlage vorgenommen, und abschließend erfolgte im Sommer 2012 die Wiederherstellung der imposanten Springbrunnenanlage. Villa und Park präsentieren sich damit als ein stilvolles Gesamtensemble.
Mit der fachgerechten Restaurierung des Villengebäudes wurde ein großer Beitrag zur Erhaltung der historischen Bausubstanz in Chemnitz geleistet, und sie repräsentiert ein Stück Stadtgeschichte. Die Villa fand Aufnahme in die Liste der Kulturdenkmale in Chemnitz-Helbersdorf, welche in der Denkmalliste vom Landesamt für Denkmalpflege Sachsen mit Stand vom 20. Juni 2013 erfasst wurden.

## Architektur

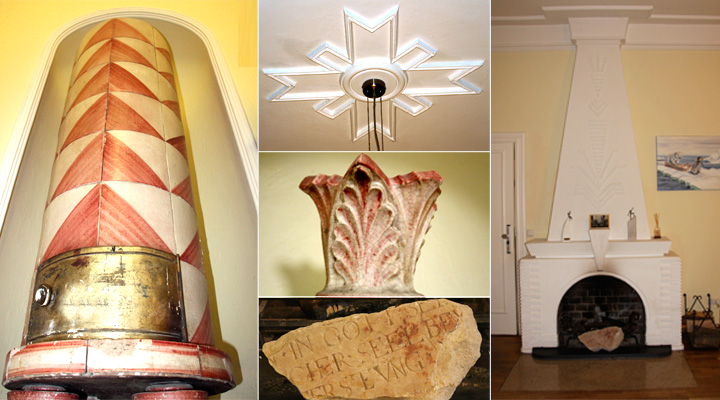
Villa Hahn, Impressionen

Der in ein Parkgrundstück eingebettete Villenbau vereint mit seiner anspruchsvollen symmetrischen Fassadengestaltung den damals aufkommenden sachlicheren Baustil mit den traditionellen Elementen des Neoklassizismus.
Bei der Innenrestaurierung im Jahr 2003 wurden alle noch vorhandenen Originaleinbauten erhalten. So vermitteln besonders im Erdgeschoss das Foyer und andere Räume durch den Erhalt des Kamins und einiger Öfen einen Eindruck des ursprünglichen Ambientes.
Auch äußerlich wurde die einstige architektonische Qualität der Villa wieder sichtbar. Die verzierten Lisenen an den Gebäudeecken sowie der zur Parkseite gelegene halbrunde Erker mit Balkon wurden sorgfältig restauriert. Die farbliche Gestaltung der Fassade unterstreicht den ästhetischen Charakter der Villa.

## Namensgeber
Am 2. April 2008 erhielt das Villengebäude den Namen „Villa Hahn“ nach dem Ehrenbürger der Stadt Chemnitz und langjährigen Vorstandsvorsitzenden der Volkswagen AG, Carl Horst Hahn. Am 24. Juni 2014 ehrte die dort ansässige Firma das Lebenswerk von Carl Hahn mit der Enthüllung einer Büste. Am 8. Oktober 2014 besuchte er sein ehemaliges Elternhaus anlässlich des Interviews für das Sonntagsgespräch mit Sachsen Fernsehen.